# Palenque (Mayastad)

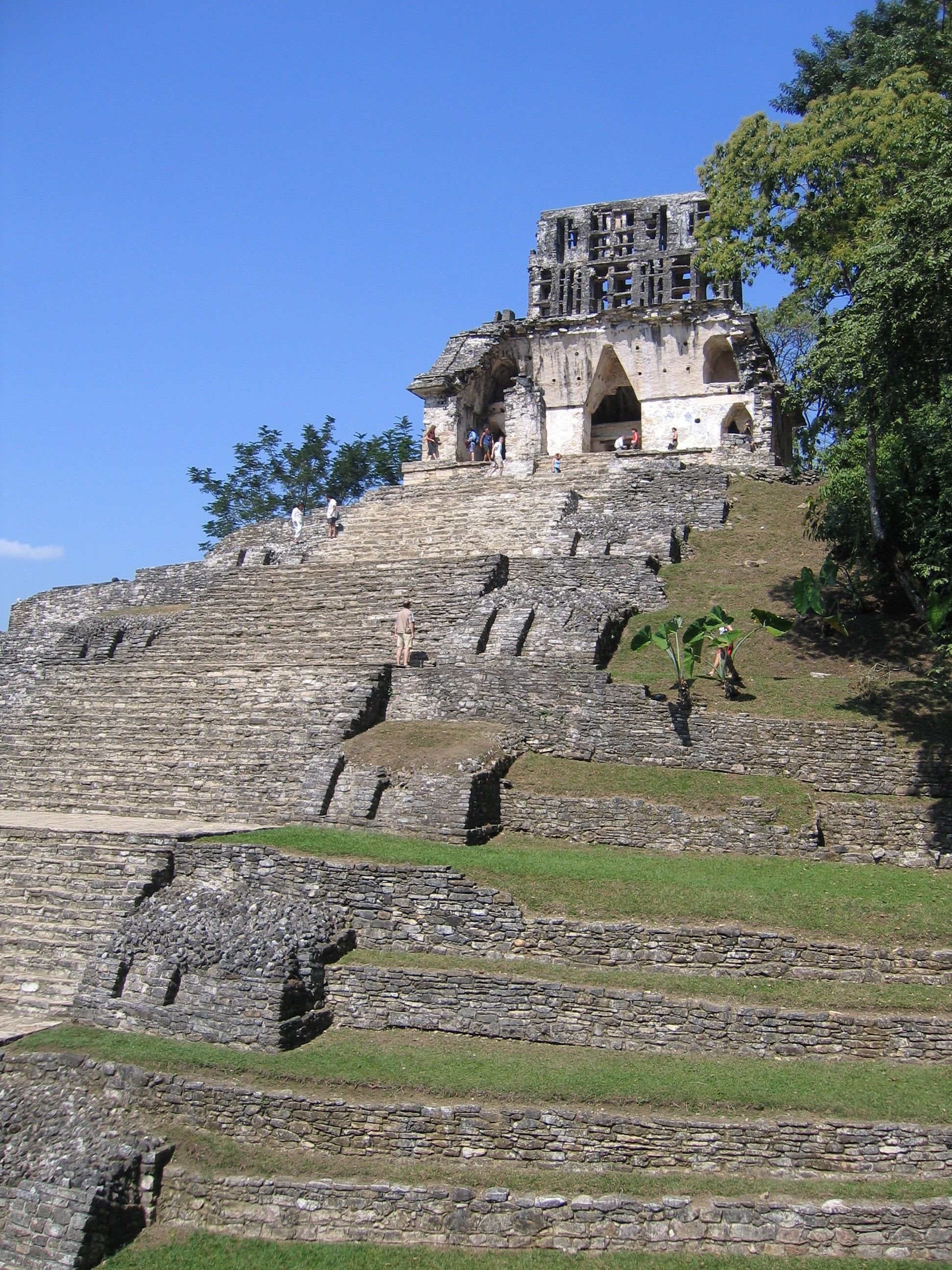
Tempel van het Kruis

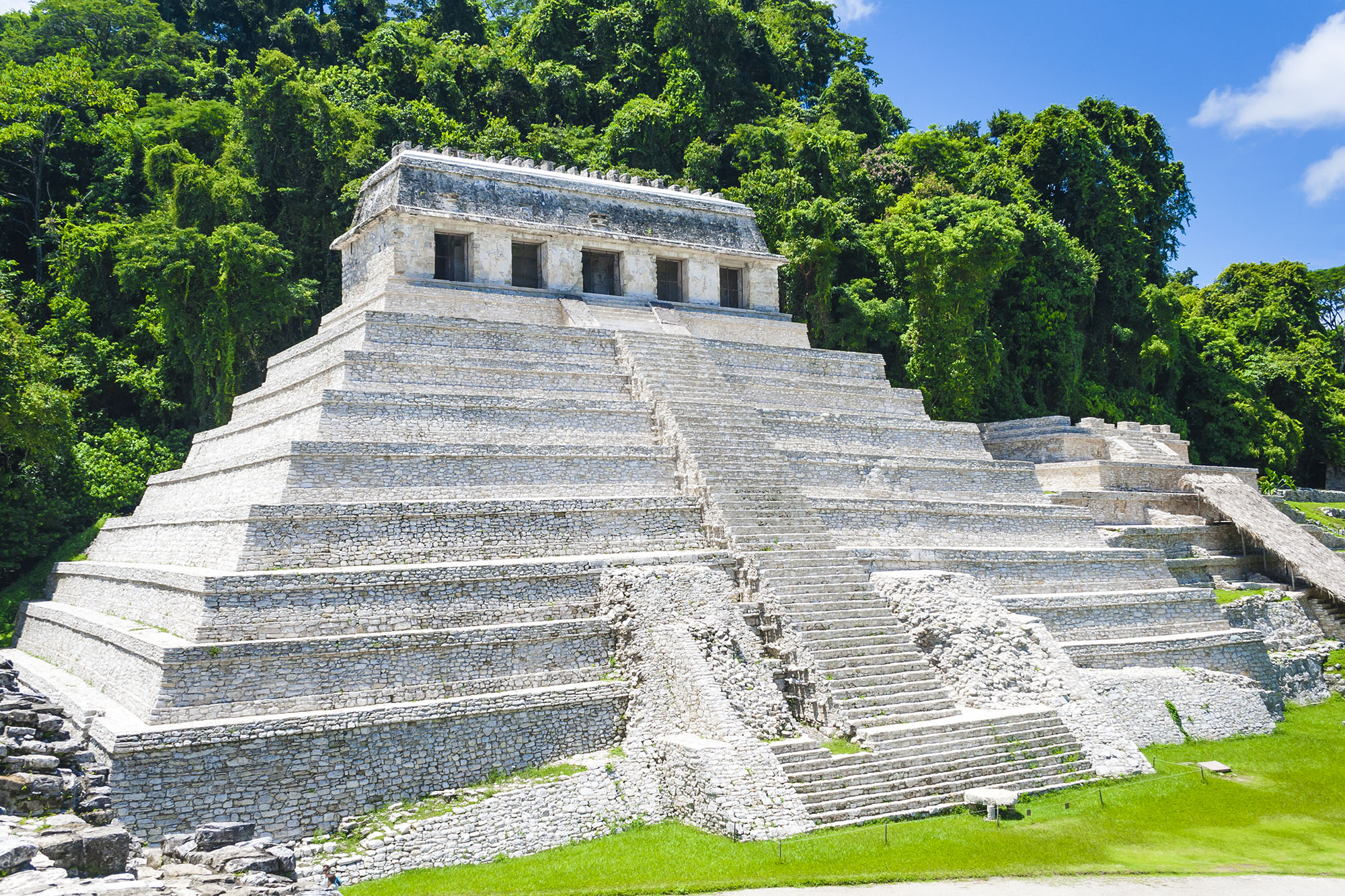
Tempel van de Inscripties

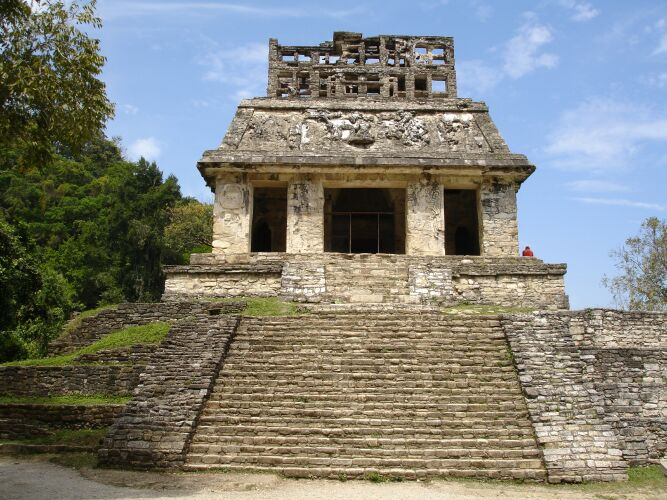
Tempel van de Zon

Palenque is een archeologische vindplaats van de Maya beschaving niet ver van de Usumacinta-rivier in de gemeente Palenque, Chiapas, Mexico op ongeveer 130 km ten zuiden van Ciudad del Carmen.
Als vindplaats is het van middelmatige grootte, vergeleken met de grote plaatsen Tikal of Copán, maar de vondsten zijn van grote waarde. De beste architectuur, het beste beeldhouwwerk en stucreliëf kunnen er gevonden worden. In 2005 was ongeveer 2,5 km² van de stad blootgelegd. Men schat dat dit nog geen 10% is van de totale oppervlakte die Palenque ooit bestreek. De rest van het gebied, dat waarschijnlijk nog meer dan duizend gebouwen en andere constructies bevat, ligt nog verborgen in het oerwoud. De oorspronkelijke naam van Palenque was Lakam Ha, dat Groot Water betekent naar de bronnen en riviertjes die er ontspringen. Het was de hoofdstad van een stadstaat die de naam B'aakal (Been) droeg. Palenque was al lang verlaten toen de Spanjaarden het land veroverden. Vader Pedro Lorenzo de la Nada was een van eersten die de plaats bezochten en er een verslag van schreef in 1567. In die tijd noemde de plaatselijke Chol Maya het Otolum ofwel Land met Sterke Woningen. De la Nada vertaalde dat ruwweg in het Spaans met Palenque, dat 'versterking' betekent. In de 17e eeuw werd er, op enkele ruïnes aan de rand van de oude stad, een nieuw dorp gesticht dat de naam Santo Domingo del Palenque kreeg. Pas in 1773 werd er aandacht geschonken aan de oude Mayastad, toen Ramón de Ordoñez y Aguilar de plek bezocht en erover rapporteerde. Dit leidde tot een tweede bezoek, waarbij werd vastgesteld dat het om belangrijke ruïnes ging. Twee jaar later kwam de ontdekkingsreiziger en architect Antonio Bernasconi, vergezeld door een klein leger, naar Palenque om de plaats vast te leggen. De agressieve zoektocht van de militairen zorgde voor veel schade aan de gebouwen. De architect Bernasconi maakte de eerste (moderne) kaart van Palenque.

## Ontdekkingen in de 19e eeuw
In 1807 maakte de tekenaar Luciano Castañeda meer kaarten van de stad. In 1822 werd het eerste boek over Palenque, "Descriptions of the Ruins of an Ancient City, discovered near Palenque" uitgegeven in Londen. In 1834 verschenen er nog twee publicaties, gebaseerd op dezelfde bronnen als het eerste boek.
Men dacht, tot aan de 19e eeuw, dat de figuren die afgebeeld waren op de beelden en reliëfs van Palenque, representaties waren van Egyptenaren, Polynesiërs en van de tien verloren stammen van Israël. De militaire ontdekker Juan Galindo was de eerste die, in 1831, opmerkte dat de representaties meer leken op de lokale bevolking van het gebied dan op de andere exotische groepen die men tot dan toe als model had voorgedragen. In 1832 bracht de Fransman Jean Frédéric Waldeck (antiquair, cartograaf en ontdekker) twee jaar door in Palenque om schetsen te maken, die 34 jaar later gepubliceerd werden. In 1840 werden door de regering van Brits-Honduras (het huidige Belize) een aantal ontdekkers ingeschakeld om de stad te verkennen. Onder deze ontdekkers bevonden zich ook John Lloyd Stephens en Frederick Catherwood. De Franse fotograaf Désiré Charnay nam in 1858 de eerste foto's van de site. De Brit Alfred Maudslay verbleef vanaf 1890 in Palenque en gebruikte later de vele foto's die hij gemaakt had van de kunst en inscripties om er modellen van papier en plastic van te maken.

## Ontdekkingen in de 20ste eeuw
Aan het begin van de 20ste eeuw vonden vele expedities plaats. Een van de belangrijkste hiervan werd gedaan door Frans Blom in 1923. Hij maakte kaarten van zowel de bekende als de onbekende delen van de stad, en gaf de Mexicaanse regering aanbevelingen ter behoud van de ruïnes.
Tussen 1949 en 1952 stuurde de Mexicaanse regering een onderzoeksgroep naar Palenque, onder leiding van de Mexicaanse archeoloog Alberto Ruz L'Huillier. Dit team vond onder anderen, onder de Tempel van de Inscripties, de tombe van Pakal de Grote (K'inich Janaab Pakal). Dit was in die tijd de meest belangrijke tombe die gevonden was in Meso-Amerika. In de jaren 70 werd er nog een expeditie gehouden, en rond dezelfde tijd werd er in de regio een archeologisch museum opgericht met de naam Museo de Sitio Dr. Alberto Ruz L'Huillier.
In 1973 vond, naar initiatief van Merle Green Robertson, de eerste Ronde Tafel-sessie plaats van Palenque, waarbij nieuwe ontdekkingen en inzichten over de Maya werden bediscussieerd en onderzocht. Robertson droeg veel bij aan het onderzoek in Palenque, met name over (de sporen van) het gebruik van kleur op de beelden. Sindsdien zijn er bijna onophoudelijk opgravingen en onderzoeken uitgevoerd in Palenque.
In de jaren 70 werd er ook een klein museum gebouwd en Palenque is daarna een drukbezochte toeristenbestemming geworden.

## Geschiedenis van het oude Palenque
De informatie over Palenque wordt, door het vele onderzoek dat er gaande is, continu veranderd en aangevuld. Hier zal een overzicht worden gegeven van de informatie over Palenque die beschikbaar is aan het begin van de 20ste eeuw.

### Algemene gegevens
Men veronderstelt dat de Maya Lakam Ha stichtten rond 100 v.Chr., tijdens de formatieve periode (2500 v.Chr.-300 na Chr.). Het was toen een klein dorpje dat hoofdzakelijk landbouw bedreef en voordeel genoot van de vele beekjes in rivieren in het gebied.
Tijdens de vroege klassieke periode (200-600 na Chr.) groeide de bevolking aanzienlijk en werd het dorp een echte stad. In de Late Klassieke Periode (600-900 na Chr.) werd het zelfs de hoofdstad van de regio B'akaal (bot), liggend in de zones Chiapas en Tabasco. De oudste structuur die men ontdekt heeft in Palenque stamt uit deze periode (ongeveer 600 na Chr.).
Tussen de 5de en 9de eeuw na Christus was B'akaal een belangrijk centrum van de Maya beschaving. Het beleefde periodes van glorie en van catastrofe, van allianties en van oorlogen. Meerdere malen ging B'akaal verbanden aan met Tikal, de andere grote Maya-stad uit die tijd. Samen streden ze tegen de expansie-drift van Calakmul, ook wel het Koninkrijk van de Slang genoemd. Twee keer, in 599 en in 611 na Chr., won Calakmul.
De leiders van B'akaal claimden hun oorsprong te hebben in het verre verleden, soms zelfs teruggrijpend op de creatie van de huidige wereld, volgens de Maya-mythologie in 3114 v. Chr. Moderne archeologische theorieën plaatsen de oorsprong van de leiders bij de Olmeken.

### Vroege Klassieke Periode
De eerste Heer van B'akaal (Ajaw genoemd) van wie we informatie hebben, was K'uk B'alam (Quetzal Jaguar), soms Grote Heer van Toktan genoemd. Hij regeerde van 431 t/m 435 na Christus. Hierna kwam er een ajaw aan de macht die de archeologen Gasparín noemen. De twee volgende ajaws waren waarschijnlijk zijn zonen. Over de eerste, B'utz Aj Sak Chiik, wist men weinig, totdat in 1994 een tablet werd gevonden dat een ritueel van de ajaw beschreef. Ditzelfde tablet noemt ook zijn opvolger Ahkal Mo' Naab I als een jonge prins, waaruit men zou kunnen opmaken dat de twee verwant aan elkaar waren. Ahkal Mo' Naab I had, om voor ons onbekende redenen, veel aanzien. Zijn opvolgers lieten namelijk trots zien dat ze van hem afstamden.
Na de dood van Ahkal Mo' Naab I in 524 schijnt er vier jaar lang geen ajaw geweest te zijn, totdat K'an Joy Chitam I in 529 gekroond werd in Toktán en regeerde voor de volgende 36 jaar. Zijn zoons Ahkal Mo' Naab II en K'an B'alam I regeerden hierna, met een periode tussen de twee waarvan men niet weet of er een ajaw was. K'an B'alam I was de eerste ajaw die de bijnaam Kinich, of Grote Zon, gebruikte, die daarna ook gebruikt werd door latere Heren. K'an B'alam I werd in 583 opgevolgd door Yol Iknal, van wie men denkt dat ze de dochter was. Tijdens haar regime vond er, volgens de inscripties, een strijd plaats waarbij Calakmul Palenque binnenviel en plunderde. Dit gebeurde op 21 april 599.
Twaalf jaar later vond er een 2de overwinning voor Calakmul plaats. Dit gebeurde onder Zak K'uk, een buitenstaander van koninklijk bloed die ingewijd werd als grote Dame en moeder van Pakal de Grote. Bij deze overwinning trok de ajaw van Calakmul persoonlijk de stad binnen, wat de zware militaire nederlaag van Palenque extra bevestigde. Er volgde dan ook een periode van chaos en politieke instabiliteit in Palenque. Dit had als gevolg dat, toen Pakal in 615 de troon besteeg, er een belangrijke periode van (re)constructie begon in Palenque, wat voor een groot deel het huidige beeld van de stad heeft bepaald.

### Late Klassieke Periode

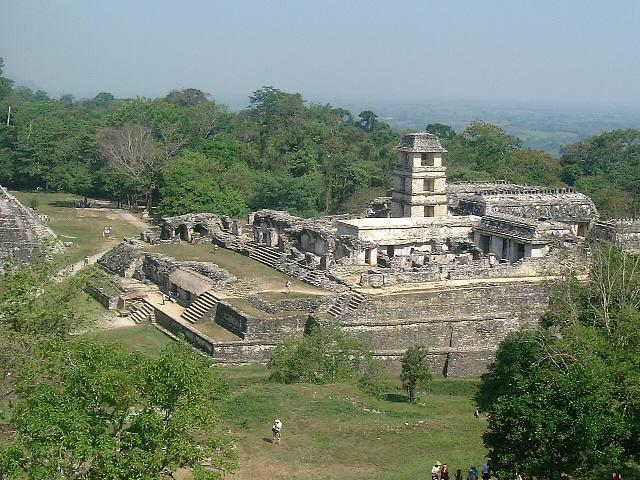
Paleis

Aan het begin van de late klassieke periode verkeerde B'aakal in wanorde, veroorzaakt door de overwinningen van Calakmul. Geschreven teksten uit 613 zijn pessimistisch: 'verloren is de goddelijke vrouw, verloren is de koning'. Ze vertellen ook dat een aantal fundamentele rituelen niet zijn uitgevoerd. Er zijn bovendien geen aanwijzingen gevonden voor een regering in die periode.
Men gelooft dat na de dood van Aj Ne'Ohl Mat een man aan de macht kwam met de naam Janaab Pakal, soms Pakal I genoemd. Janaab Pakal vervulde wel de rol van ajaw, maar werd nooit officieel gekroond. Hij werd opgevolgd in 612 door zijn dochter, de vrouw Sak K'uk, die slechts drie jaar regeerde. B'aakal begon vanaf dit moment weer op te bloeien.
De zoon van Sak K'uk is de meeste bekende Heer van de Maya; K'inich Janaab' Pakal, ook wel Pakal de Grote genoemd. Hij regeerde Palenque vanaf zijn twaalfde, tussen 615 en 683 na Christus. Pakal, ook wel de beschermer van de goden genoemd, bracht Palenque op een hoger niveau qua rijkdom en pracht, ondanks de donkere periode waar de stad tot dan toe in zat. Pakal de Grote trouwde in 624 met de prinses van Oktán, en hier kwamen twee kinderen uit voort.
Tijdens de regering van Pakal werden de meeste paleizen en tempels van Palenque gebouwd; de stad bloeide als nooit tevoren, Tikal ver achter zich latend. Het centrale complex, bekend onder de naam Het Paleis, werd meerdere malen, waaronder in 654, 661 en 668, verbreed en aangepast. In dit complex bevindt zich een tekst waarop staat dat in deze tijd Palenque weer bondgenoot was van Tikal en tevens van Yaxchilán. Er staat ook dat ze zes Heren van de vijandelijke alliantie gevangengenomen hadden. De rest van de tekst heeft men nog niet kunnen vertalen.
Na de dood van Pakal de Grote in 683, besteeg zijn oudste zoon, K'inich Kan B'alam, de troon; hij werd opgevolgd in 702 door zijn broer K'inich K'an Joy Chitam II. De oudste zoon zette de architectonische en beeldhouwkundige projecten van zijn vader voort. Daarnaast maakte hij de beroemde tombe van Pakal de Grote af. Ook begon hij nieuwe ambitieuze projecten, zoals de Kruis-tempels. Door al deze ondernemingen is er veel informatie, in de vorm van beelden en tabletten, over deze ajaw. Zijn broer, die hem dus opvolgde, zette deze traditie van bouwen en reconstrueren voort. Dankzij Pakal en zijn twee zoons/opvolgers, had B'aakal een gouden eeuw van groei en rijkdom.
In 711 werd Palenque belegerd door het koninkrijk Toniná, waarbij Heer K'inich K'an Joy Chitam II gevangen werd genomen. Men weet niet wat er met hem gebeurd is, maar waarschijnlijk werd hij geëxecuteerd in Toniná. Tien jaar lang had Palenque geen ajaw, totdat in 722 K'inich Ahkal Mo' Nab' III gekroond werd. Ondanks dat hij wel van koninklijk bloed was, is het niet duidelijk of hij directe erfgenaam was van K'inich K'an Joy Chitam II. Hierdoor denkt men dat deze opvolging wellicht een breuk in de bloedlijn van de dynastie betekende en waarschijnlijk kwam K'inich Ahkal Mo' Nab' III aan de macht door zich jarenlang te hebben gewijd aan het lobbyen en het smeden van politieke allianties. Deze ajaw, zijn zoon en zijn neef, regeerden Palenque tot aan het eind van de 8ste eeuw. Er is weinig bekend over deze periode. Uit hiërogliefen afkomstig van Toniná weet men wel dat Palenque weer een nederlaag leed tegen deze aartsvijand.

### Palenque verlaten
Net als veel andere Maya-steden in de Klassieke Periode, stond Palenque in de 8ste eeuw onder grote druk. Wak Kini Janaab' Pakal, ook wel Pakal IV genoemd, betrad in 799 de troon. Ná hem raakt de dynastie van Palenque uit het oog. Kort na 800 werd er niets meer gebouwd in het ceremoniële centrum. Aan het begin van de 9de eeuw genoot B'aakal nog wel prestige, maar de emigratie en uittocht was al begonnen. Lakam Ha werd nog wel enkele generaties bewoond, gefocust op landbouw. Langzamerhand, onder andere door het optrekkende oerwoud, viel de stad in vergetelheid. In de 16e eeuw, toen de Spaanse conquistadores er kwamen, was de regio nauwelijks bewoond.

## Bouwwerken
Enkele belangrijke bouwwerken in Palenque zijn:
- Het Paleis, dat eigenlijk een conglomeraat van aan elkaar verbonden gebouwen en binnenhoven is die over geruime tijd op een breed kunstmatig terras gebouwd zijn. Het 'Paleis' bevat veel prachtige beelden, stucco-reliëfs en een opmerkelijke toren met vier verdiepingen.
- De Tempels van Palenque
- Het Aquaduct dat de Otulum rivier onder de vloer van Palenques hoofdplein leidt.
- Structuur XII met een stucco afbeelding van de God des Doods.
- De Tempel van de Graaf die zijn naam dankt aan Jean Frederic Waldeck die er een tijdje in woonde. Waldeck beweerde een graaf te zijn.

Er zijn nog meer tempels, graven en woningen van de elite en op enige afstand van het centrumis er een veld voor het Meso-Amerikaans balspel.

## Koningen van Palenque

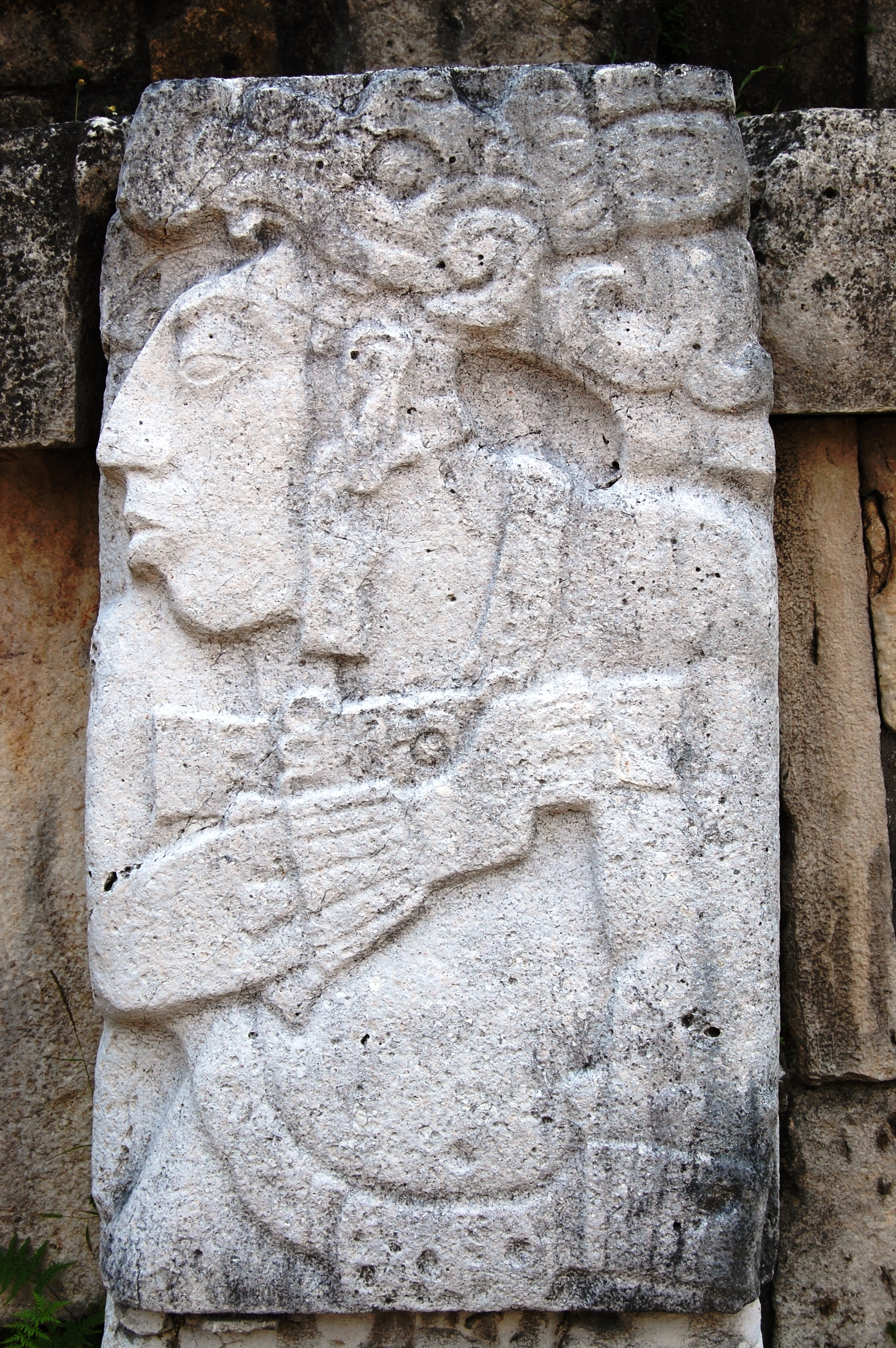
Reliëf van Pakal de Grote

Een lijst met Mayaheersers van Palenque:
- K'uk B'alam I 431-435
- "Casper" (bijnaam, de echte naam is niet bekend) 435-487
- B'utz Aj Sak Chiik 487-501
- Ahkal Mo' Naab I 501-524
- geen koning?
- K'an Joy Chitam I 529-565
- Ahkal Mo' Naab II 565-570
- geen koning ?
- K'an B'alam I 572-583
- Yohl Ik'nal (heerseres) 583-604
- Aj Ne' Ohl Mat 605-612
- Pacal I 612
- Sac K'uk' (heerseres) 612-615 overleed 640
- K'inich Janaab' Pakal I ("de Grote") 615-683
- K'inich K'an B'alam II 683-702
- K'inich K'an Joy Chitam II 702-711 (overleed. 722?)
- Xoc (regent voor Kan-Joy Chitam II) 711?-c. 722
- K'inich Ahkal Mo' Naab III 722-729
- K'inich Janaab' Pakal II fl. c. 742
- K'inich K'uk B'alam II 799-?

Agavelandschap en oude industriële faciliteiten van Tequila · Hydraulisch systeem van het aquaduct van Padre Tembleque · Oude Mayastad en beschermde tropische regenwouden van Calakmul, Campeche · Historische versterkte stad Campeche · Precolumbiaanse stad Chichén Itzá · Centrale Universiteitsstadscampus van de Nationale Autonome Universiteit van Mexico · Biosfeerreservaat El Pinacate y Gran Desierto de Altar · El Camino Real de Tierra Adentro · Precolumbiaanse stad El Tajín · Franciscaanse missieposten in de Sierra Gorda van Queretaro  · Historische stad Guanajuato en aangrenzende mijnen · Hospicio Cabañas, Guadalajara · Eilanden en beschermde gebieden in de Golf van Californië · Luis Barragánhuis en -studio · Historisch Centrum van Mexico-Stad en Xochimilco · Vroeg-16e-eeuwse kloosters op de hellingen van de Popocatépetl · Historisch centrum van Morelia · Historisch centrum van Oaxaca en Monte Albán · Precolumbiaanse stad en nationaal park Palenque · Archeologische zone van Paquimé, Casas Grandes · Historisch centrum van Puebla · Historische monumentenzone van Querétaro · Revillagigedo-archipel · Biosfeerreservaat van de monarchvlinder · Rotstekeningen van de Sierra de San Francisco · Beschermde stad San Miguel en het Heiligdom van Jesús de Nazareno de Atotonilco · Sian Ka'an · Precolumbiaanse stad Teotihuacan · Historische monumentenzone van Tlacotalpan · Precolumbiaanse stad Uxmal · Walvisreservaat van El Vizcaíno · Archeologische monumentenzone van Xochicalco · Historisch centrum van Zacatecas · Tehuacán-Cuicatlánvallei: oorspronkelijke habitat van Mesoamerika
- Bibliothèque nationale de France: cb11957247s (data)
- Gemeinsame Normdatei: 4044399-1
- Library of Congress Control Number: n79104298
- Nationale Bibliotheek van Tsjechië: ge924064
- Nationale Bibliotheek van Israël: 987007550327805171
- Système universitaire de documentation: 027557499
- Virtual International Authority File: 154759905
- WorldCat: E39PBJmDqb4HmQKWF4MW96VXBP